# آبنوس سه‌خاره
آبنوس سه‌خاره(نام علمی: Gasterosteus aculeatus) نام یک گونه از تیره ماهی آبنوس است.